# عزلة بلادشار (إب)

تعديل مصدري - تعديل

عزلة بلادشار هي إحدى عزل مديرية اب في محافظة إب اليمنية ويبلغ تعداد سكانها 7417 نسمة حسب التعداد السكاني في اليمن لعام 2004.
سميت بهذا الاسم نسبة إلى حصن شار التاريخي الذي يتوسط العزلة

## روابط خارجية
- الجهاز المركزي للإحصاء بالجمهورية اليمنية
- المركز الوطني للمعلومات باليمن
- الدليل الشامل